# Järnvägsolyckan i Raus
Järnvägsolyckan i Raus var en järnvägsolycka som inträffade den 28 juni 1976 vid Raus utanför Helsingborg då ett godståg och ett persontåg kolliderade. Olyckan krävde 15 liv och 17 personer skadades, av totalt omkring 60 passagerare.
Tågklareraren lät ett motorvagnståg, i rätt tid, avgå från Helsingborgs centralstation söderut mot Malmö på en enkelspårig linje trots att godståget, som var ca 10 minuter sent, ännu inte anlänt till godsbangården där ordinarie tågmöte skulle skett. Vid kollisionen hade persontåget en hastighet av 110 km/tim och godståget 80 km/tim.
Bland de omkomna fanns skådespelaren Willy Keidser och hans maka Margit, samt persontågets förare och konduktör.